# کولی (سس)

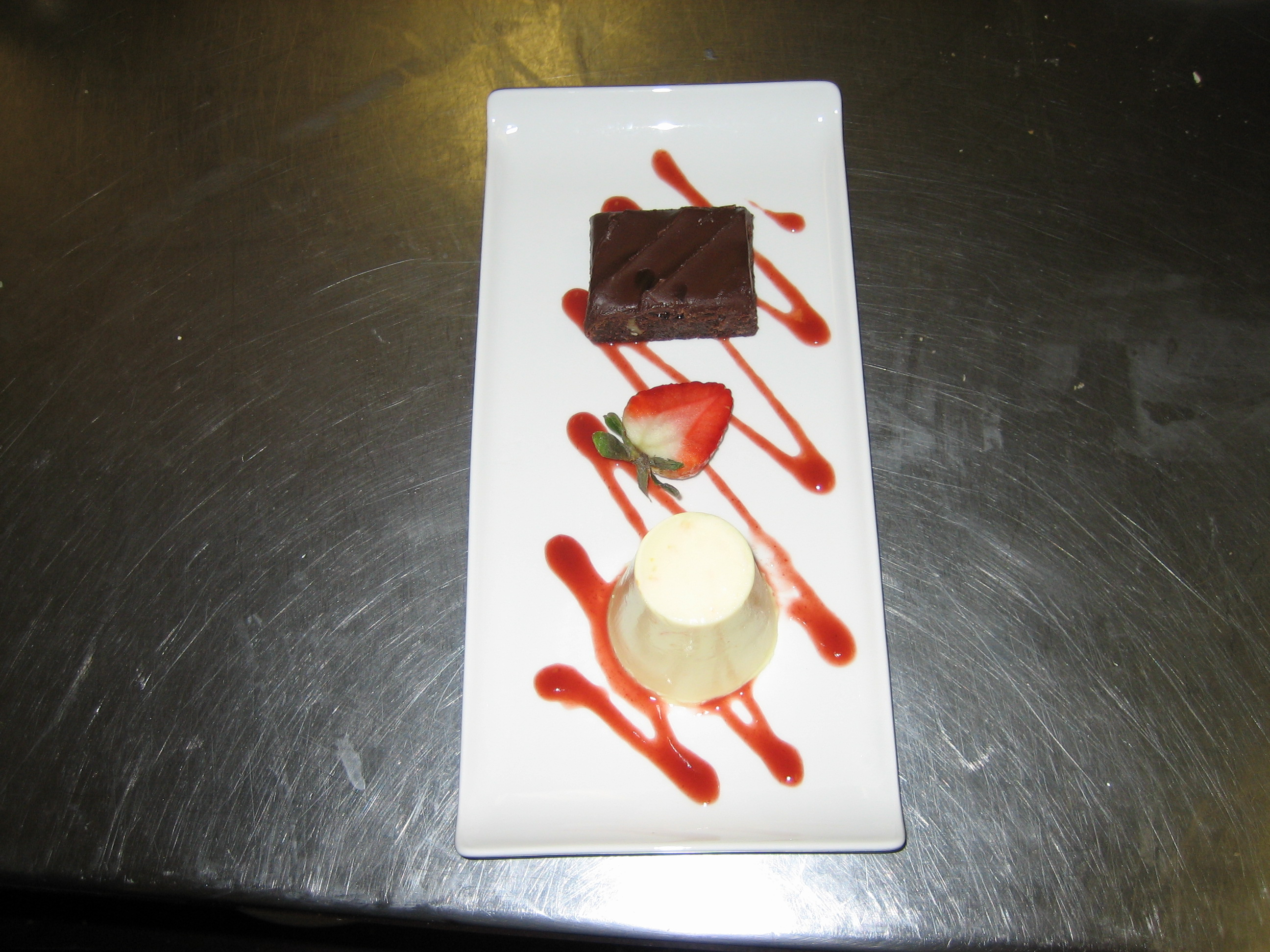
پاناکوتا با کولی توت‌فرنگی

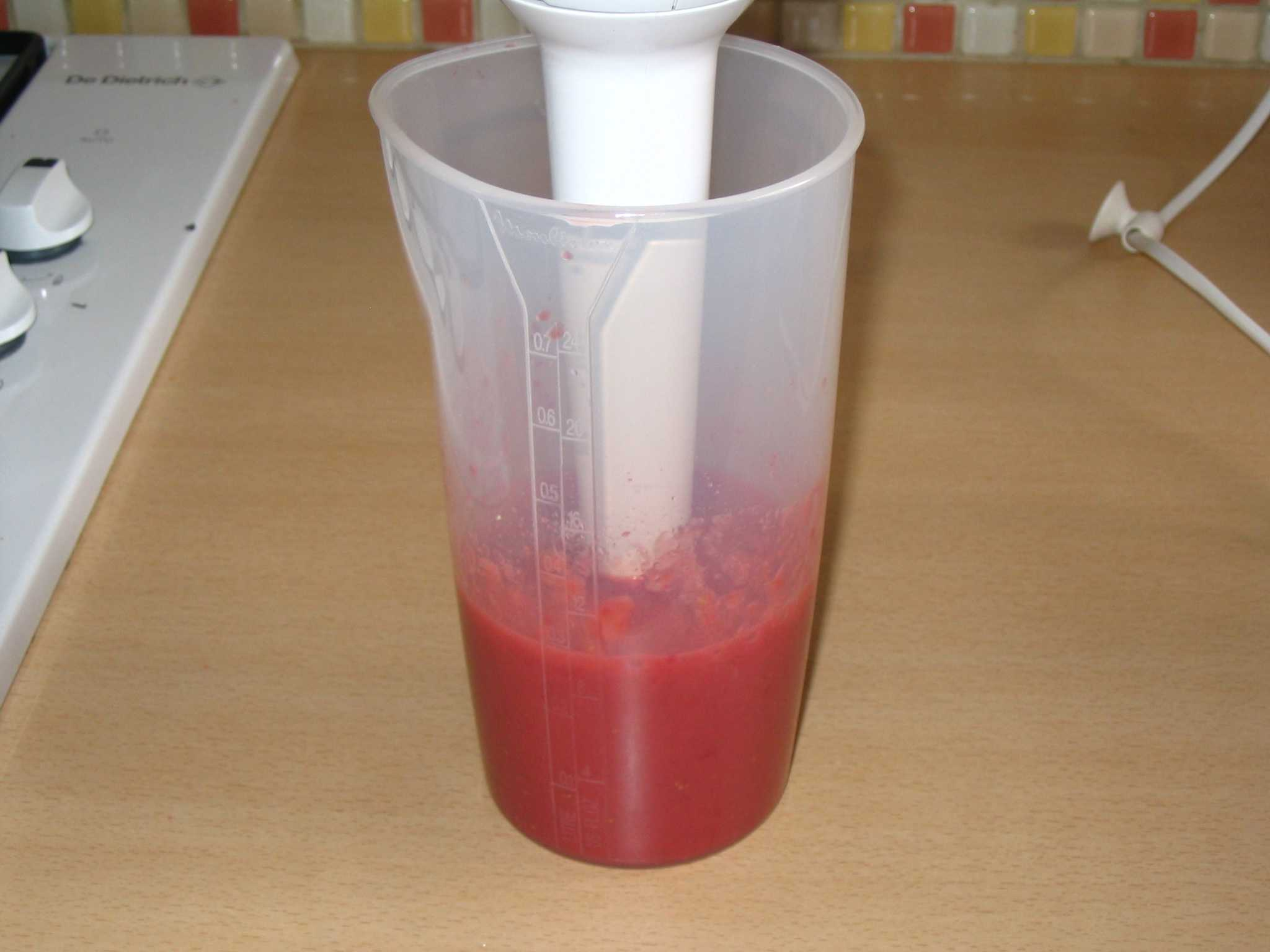
آماده‌سازی کولی توت فرنگی

کولی (انگلیسی: Coulis) (‎/kuːˈliː/‎ koo-LEE) نوعی سس رقیق است که از سبزیجات یا میوه‌های پوره شده و صاف شده تهیه می‌شود.  کولی سبزیجات معمولاً در غذاهای گوشتی و سبزیجاتی استفاده می‌شود و همچنین می‌توان از آن به عنوان پایه سوپ یا سایر سس‌ها استفاده کرد. کولی میوه ای بیشتر در دسرها استفاده می‌شود. به عنوان مثال، کولی تمشک، مخصوصاً با سیب‌های آب‌پز یا پای لیموی کی به شدت محبوب است. کولی گوجه فرنگی (چه سرد یا گرم) ممکن است به سس‌های دیگر یا به تنهایی طعم دهنده باشد. 
این اصطلاح از فرانسوی باستان coleïs به معنای جاری شدن یا دویدن گرفته شده است.